# Aleuroviggianus adrianae
Aleuroviggianus adrianae là một loài côn trùng cánh nửa trong họ Aleyrodidae, phân họ Aleyrodinae.
Aleuroviggianus adrianae được Iaccarino miêu tả khoa học đầu tiên năm 1982.